# وفورات المجال
وفورات المجال أو اقتصاديات المجال أو اقتصاديات النطاق أو وفورات نطاق الإنتاج (بالإنجليزية: Economies of scope)‏ مصطلح اقتصادي يستخدم في صيغة الجمع وهو يمثل انخفاض متوسط تكلفة شركة كلما زاد تنوع إنتاجها.

## مفهوم
مفهوم اقتصاديات المجال مشابه لمفهوم وفورات الحجم لكن يجب عدم الخلط بين المفهومين:
نعلم أن وفورات الحجم لشركة ما تشير أساسا إلى تخفيضات في متوسط التكلفة (التكلفة لكل وحدة) المرتبطة بزيادة حجم الإنتاج لنوع منتج واحد بينما اقتصادات المجال تشير إلى خفض متوسط التكلفة للشركة في إنتاج اثنين أو أكثر من المنتجات.

## تعريف
وهو التوفير الناتج عن إنتاج سلع أو خدمات متعددة. ويكون لدينا وفورات في مجال العمل إن كان من الأرخص إنتاج السلعة {\displaystyle X_{1}} والسلعة {\displaystyle X_{2}} معا بدلا من إنتاجهما منفصلين.

## تمثيل رياضي
يمكن التعبير عن التعريف بالمعادلة التالية:

{\displaystyle C(X_{1},\ X_{2})<C(X_{1},\ 0)+C(0,\ X_{2})}
حيث {\displaystyle C} تمثل دالة التكاليف

{\displaystyle X_{1}} ، {\displaystyle X_{2}} السلعتين المنتجتين

## اقرأ أيضًا
- عوائد الحجم
- وفورات الحجم
- تبذيرات الحجم